# Mehmet Özdilek
Mehmet Özdilek (* 1. April 1966 in Samsun) ist ein ehemaliger türkischer Fußballspieler und aktueller Trainer.

## Spielerkarriere

### Verein
Özdilek begann seine Karriere bei Samsun Ladikspor. Er wechselte 1984 zum damaligen Zweitligisten Kahramanmaraşspor. Aufgrund seiner guten Leistungen hatte Özdilek einen großen Anteil am Aufstieg Kahramanmaraşspors.
Sein Stil ähnelte dem Enzo Scifos, worauf er den Spitznamen Şifo Mehmet erhielt. Özdilek machte 1988 mit dem Wechsel zu Beşiktaş Istanbul seinen zweiten und letzten Transfer in seiner Karriere. In 13 Jahren spielte Özdilek als Stammspieler im Mittelfeld. In der Saison 1991/92 gehörte er zum Kader von Beşiktaş, der ohne Niederlage türkischer Meister wurde. Mit 387 Ligaspielen und 130 Toren hält Özdilek den Rekord für die meisten Tore eines Mittelfeldspielers.
Am 4. August 2001 beendete Özdilek nach dem Abschiedsspiel gegen den AC Mailand seine aktive Karriere als Fußballspieler.

### Nationalmannschaft
Mehmet Özdilek bestritt für die Türkische Fußballnationalmannschaft insgesamt 31 Spiele. Ein Tor gelang ihm nicht.

## Trainerkarriere
Özdilek machte nach seinem Rücktritt als Spieler ein 1-jähriges Praktikum bei Alex Ferguson und Bobby Robson in England. Nach zwei kurzen Zeiten bei Malatyaspor und Sarıyer SK holte Fatih Terim ihn als Co-Trainer in die türkische Fußballnationalmannschaft. Seinen Posten als Co-Trainer gab er am 24. November 2005 auf. Der Grund dafür war, dass Özdilek eine Woche zuvor in den Ausschreitungen beim Fußballländerspiel Türkei – Schweiz 2005 involviert war. Nach Videobeweisen, dass er einem Schweizer Spieler ein Bein stellte, was der Auslöser des folgenden Tumults war, erhielt er von der FIFA eine 1-Jahressperre als Trainer.
Im November 2008 wurde er Cheftrainer von Antalyaspor. Özdilek war bis zum Ende der Saison 2012/13 bei Antalyaspor tätig und trat am 28. Mai 2013 zurück.
Im Oktober 2013 übernahm er als Nachfolger Metin Diyadins den Erstligisten Gençlerbirliği Ankara auf dem letzten Tabellenplatz und führte sie aus der Abstiegsregion der Tabelle heraus. Gegen Saisonende spielte die Mannschaft um einen Europapokalplatz mit und beendete die Saison schließlich auf dem neunten Tabellenplatz. Zum Saisonende versuchte Klubpräsident İlhan Cavcav, Özdilek zu halten. Allerdings konnten sich beide Seiten bzgl. der Kaderplanungen für die kommende Saison nicht einigen. Özdilek gab sich mit den Vorschlägen Cavcavs nicht zufrieden und entschied sich gegen eine Weiterarbeit.
Zur Saison 2014/15 wurde er beim Erstligisten Çaykur Rizespor als neuer Cheftrainer vorgestellt. Am 8. Dezember 2014 wurde Özdilek bei Çaykur Rizespor entlassen. Die Mannschaft belegte nach dem 12. Spieltag den 16. Tabellenplatz.
Ein Monat nach seiner Entlassung in Rize wurde Özdilek Cheftrainer bei Kayseri Erciyesspor. In Kayseri blieb Özdilek ebenfalls nicht lange. Am 24. März 2015 trat er von seinem Posten als Cheftrainer zurück.
Anfang September 2015 übernahm er zum zweiten Mal in seiner Trainerlaufbahn Gençlerbirliği Ankara. Mitte Dezember wurde er wieder entlassen.
Nach Aufenthalten bei Konyaspor und Erzurumspor wurde Özdilek im Oktober 2019 als Nachfolger von Yücel İldiz bei Denizlispor vorgestellt. Im Februar 2020 einigte man sich, nach 15 Wochen Amtszeit, auf eine Vertragsauflösung, nachdem Özdilek gegen den Tabellenletzten Kayserispor verlor und sieben Spieltage in Folge keinen Sieg einfahren konnte.

## Erfolge/Titel

### Erfolge
- Türkischer Meister: 1990, 1991, 1992, 1995
- Türkischer Pokalsieger: 1989, 1990, 1994, 1998
- Türkischer Fußball-Supercup: 1989, 1990, 1994, 1998
- Premierminister-Pokal: 1997
- Atatürk-Pokal: 2000
- Pokal des Türkischen Sportjournalisten-Vereins: 1988, 1989, 1990, 1993, 1996

### Titel
- 1991 Fußballer des Jahres
- Torschützenkönig der 2. Liga in der Saison 1986/87 mit 29 Toren